# Amilcar Zannoni

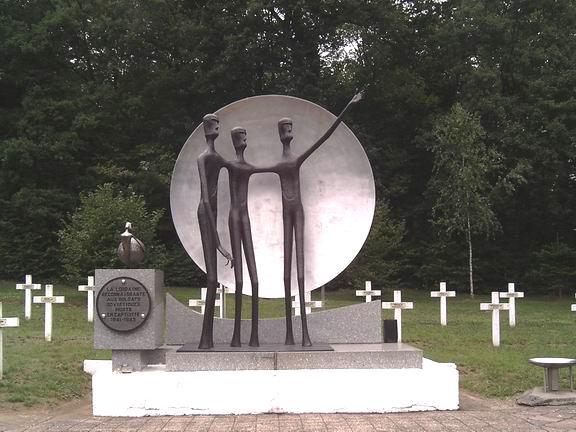
Estela del cementerio ruso, mayo 1971, Valleroy

Amilcar Zannoni era un escultor francés contemporáneo de origen italiano, nacido el 7 de agosto de 1922 en Bagno di Romagna en Emilia-Romagna. Especializado en la escultura de acero, también es el patrocinador de la Facultad de Aumetz en Mosela, en la que visitó a los estudiantes por lo menos una vez cada año.

## Vida y obras
Sus padres se casaron en Bagno di Romagna el 1 de mayo de 1919. De la pareja formada por Carlo Zannoni y Giovanna Casetti nació Amilcar, segundo de tres hijos. A finales de 1924 la familia dejó Italia y se establecieron permanentemente en Moutiers.
Casado con Margarita Bravetti el 8 de septiembre de 1945, de esta unión nació un niño, Jean-Claude, y su hija Nell. Trabajó en las minas de hierro de Moutiers desde el 8 de septiembre de 1945.
Su primera aproximación al mundo de la escultura tiene lugar en el periodo comprendido entre principios de octubre hasta finales de diciembre de 1959, durante una estancia en la casa de descanso de los mineros de Vence Alpes-Marítimos.
En marzo de 1962 decoró la iglesia de Moutiers, en mayo de 1971 creó el magnífico monumento de Valleroy dedicado a los soldados soviéticos que murieron durante la deportación.
Expone tres años consecutivos, 1971 - 1972 - 1973, en el "Salón de los artistas franceses" de París, y a continuación, en 1972 - 1973 a 1974 en el Museo Galliera, "los pintores testigos de de su tiempo." Participa en septiembre de 1981 en la exposición de Minsk en Bielorrusia.
Amilcar Zannoni murió a los 86 años, el sábado, 6 de junio de 2009 y fue enterrado en Moutiers. 